# Пенттала, Вяйнё
Вяйнё Вернер Пенттала (фин. Väinö Verner Penttala; 16 января 1897 — 28 февраля 1976) — финский борец, призёр Олимпийских игр.
Вяйнё Пенттала родился в 1897 году в общине Исокюрё. Выступая по правилам греко-римской борьбы, в 1917 году занял второе, а в 1918 - третье места чемпионата Финляндии.
После обретения Финляндией независимости Вяйнё Пенттала в 1920 году принял участие в Олимпийских играх в Антверпене где, выступая по правилам вольной борьбы, завоевал серебряную олимпийскую медаль.
В 1924, 1925 и 1927 годах Вяйнё Пенттала становился чемпионом Финляндии по вольной борьбе.